# Ворониха (Верховажский район)
Ворониха — деревня в Верховажском районе Вологодской области.
Входит в состав Сибирского сельского поселения, с точки зрения административно-территориального деления — в Сибирский сельсовет.
Расстояние по автодороге до районного центра Верховажья — 40 км, до центра муниципального образования Елисеевской — 9 км. Ближайшие населённые пункты — Харитоновская, Сакулинская, Осташевская, Сафроновская.
По переписи 2002 года население — 29 человек (16 мужчин, 13 женщин). Преобладающая национальность — русские (93 %).